# Galina Kolpakova
Galina Sergueïevna Kolpakova (en langue russe: Галина Сергеевна Колпакова) (18 février 1955 — 25 octobre 2006, Moscou) est une historienne russe, candidate en art, professeure au département d'histoire générale de l'art (Académie russe de peinture, sculpture et architecture de Moscou), spécialiste renommée dans le domaine de l'art byzantin et de l'art de la Rus'.
Auteure de recherches sur les icônes anciennes, sur l'ensemble de la Cathédrale Sainte-Sophie à Kiev, sur les fresques de Novgorod du XIIIe siècle—XIVe siècle, sur les mosaïques du Monastère Sainte-Catherine du Sinaï en Égypte, etc.

## Œuvres
- (ru) Kolpakova G. S /Колпакова Г.С., Art de l'ancienne Rus' avant les mongoles/ Искусство Древней Руси: Домонгольский период, М., Азбука,‎ 2007, 600 p. (ISBN 978-5-352-02088-3)
- (ru)G Kolpakova /Колпакова Г.С., Art byzantin période ancienne et moyenne /Искусство Византии. Ранний и средний периоды, М., Азбука,‎ 2005, 528 p. (ISBN 5-352-00485-6)
- (ru)G Kolpakova/ Колпакова Г.С, Art byzantin tardif/ Искусство Византии. Поздний период, М., Азбука,‎ 2004, 320 p. (ISBN 5-352-00967-X)
- (ru) Kolpakova G./ Колпакова Г.С., Peinture de la Rus' / Géorgie / conférence internationale/ Роспись Гелати и живопись Древней Руси // Россия и Грузия. Национальное своеобразие и конфессиональное единство. Международная конференция, М.,‎ 1998
- (ru) Kolpakova G./ Колпакова Г.С., Peinture de Ste Sophie à Kiev /Роспись Софии Киевской в свете мировой культурной традиции, М.,‎ 2000